# 三橋町

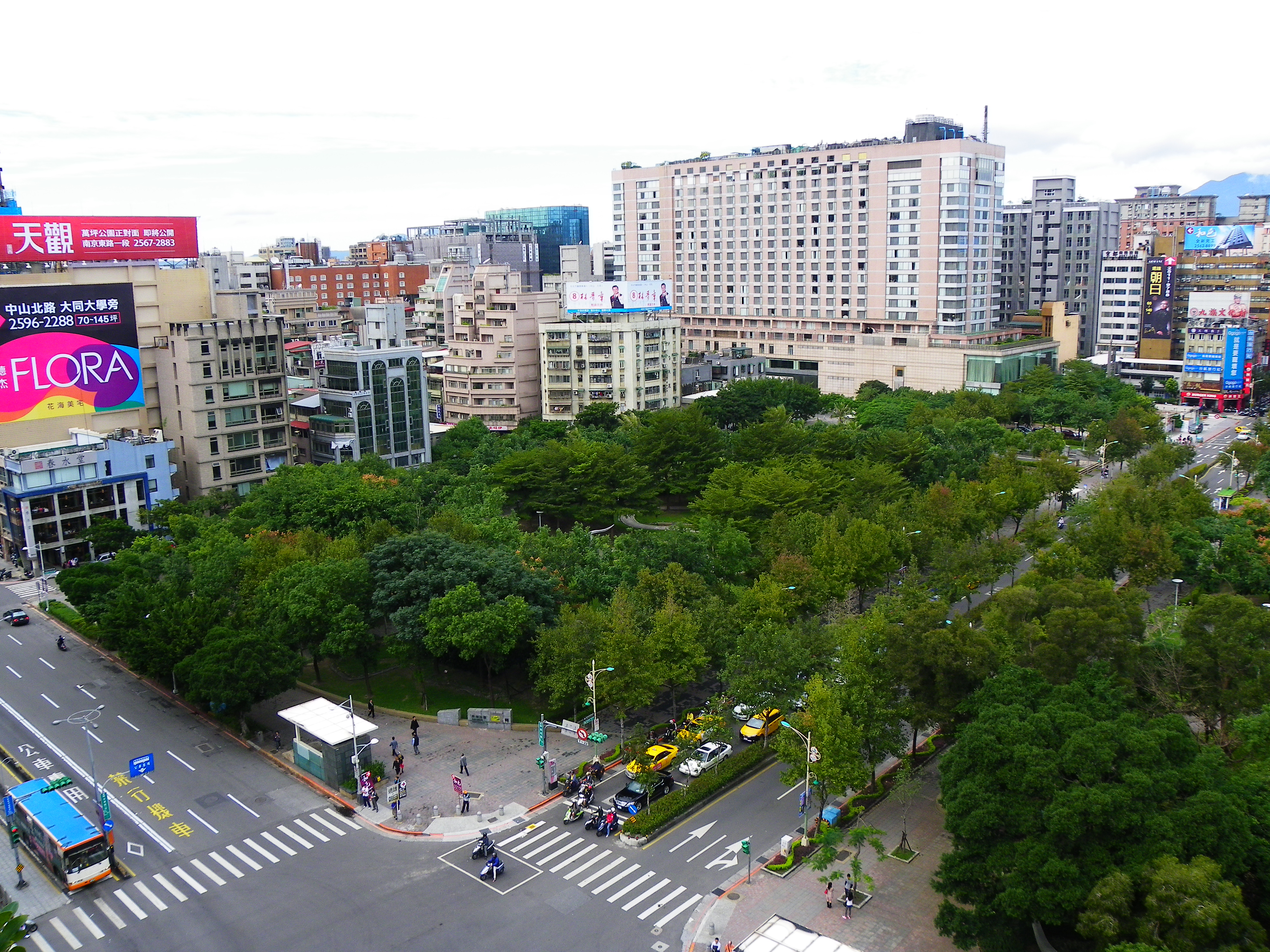
三板橋康樂公園俯瞰

三橋町為臺灣日治時期臺北市之行政區，位於三板橋北端大正町之北，今南京東路一段（由中山北路至林森公園）一帶，町名源自三板橋。町內有日人公墓，第三任臺灣總督乃木希典之母乃木壽子及第七任臺灣總督明石元二郎均葬於此，原址位於今林森公園、康樂公園間。戰後劃入臺北市中山區。
根據地方耆老所言，因為三橋町（三板橋）公墓的成立，日治時代的台北有一句俗語曰「去三板橋」，若是說某人「去三板橋」，可能暗指人已「往生」，或是咒罵人「去死」。戰後，隨著三橋町（三板橋）公墓的消失，這句俗語也不再流傳。

## 町內設施
- 三板橋共同墓地（現林森公園、康樂公園）
- 台北市葬儀堂
- 三橋町陳茂通宅
- 福良橋（御成町、三橋町、中庄子境）
- 村雨橋
- 堀川橋

### 三板橋共同墓地
- 乃木母堂之墓（國定史蹟）
- 乃木大將夫妻遺髮墓[1]
- 乃木大將頌德碑[2]
- 明石總督之墓

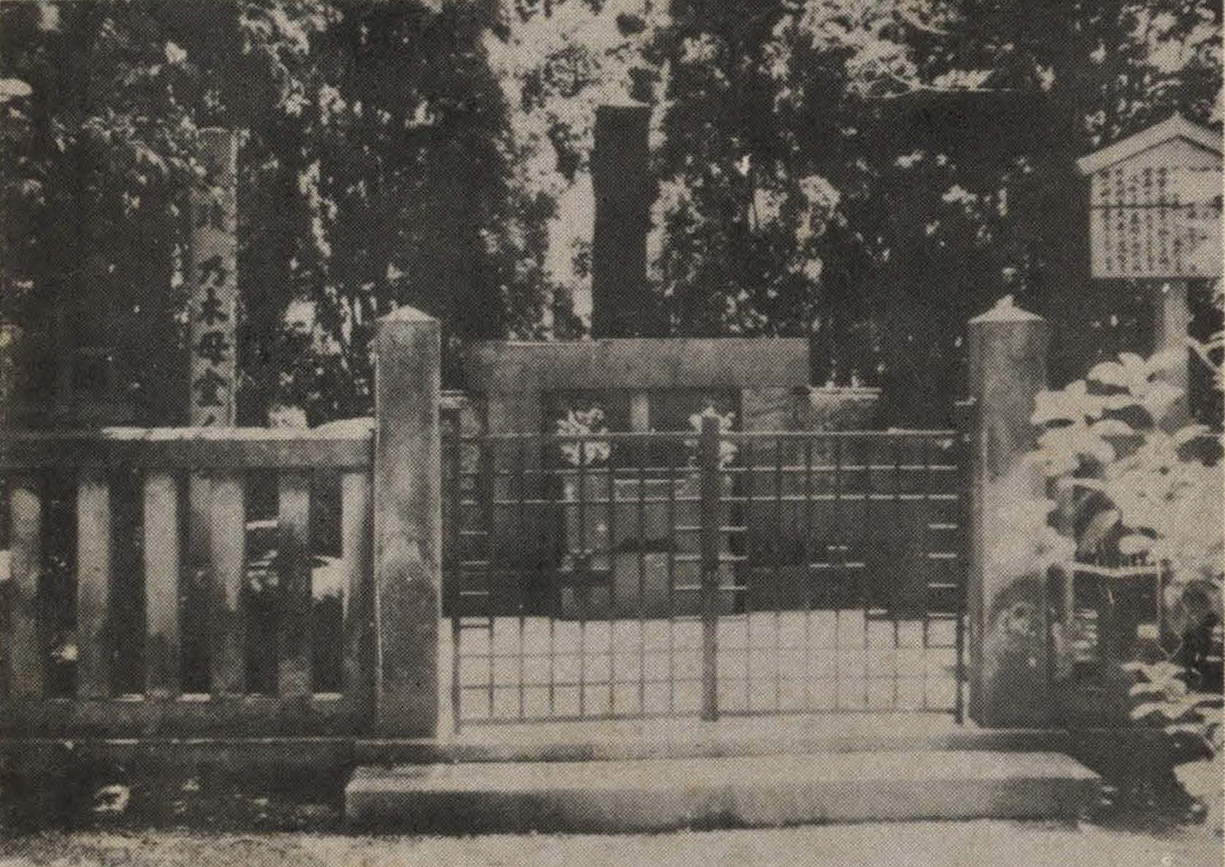
乃木母堂之墓

- 比翼塚（艋舺歡看樓鳴戶與北門街高進商會職員梅田末太郎之墓） [3][4]
- 澤井市造之墓 [5]
- 黃土水之墓 [6]
- 鎌田正威之墓 [7]
- 井手薰之墓（仍需考證）[8]
- 田代安定之墓
- 三好德三郎之墓[9]
- 水野遵之墓[10]
- 3代竹本大隅太夫（井上重吉）之墓[11]
- 萩原孝三郎之墓[12]
- 木梨良三郎之墓[13]
- 周甲之墓[14]
- 小倉文吉之墓[15]
- 小山祐全之墓[16]
- 小西成章之墓[17]
- 澤谷星橋之墓[18]
- 有村豐輔之墓[19]
- 竹原一郎之墓[20]
- 台北仁濟院納骨堂「萬善同歸」[21]

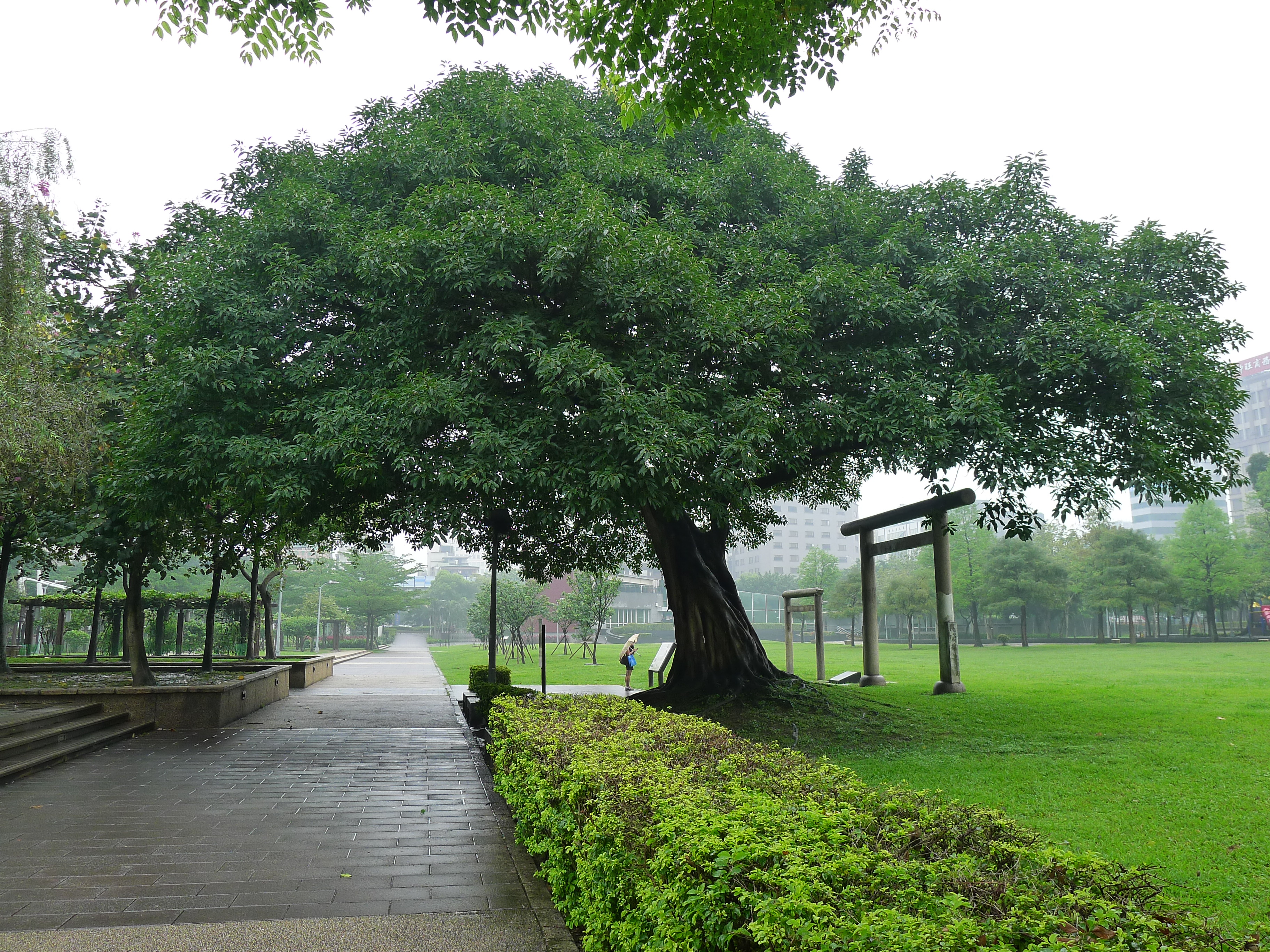
明石元二郎墓鳥居
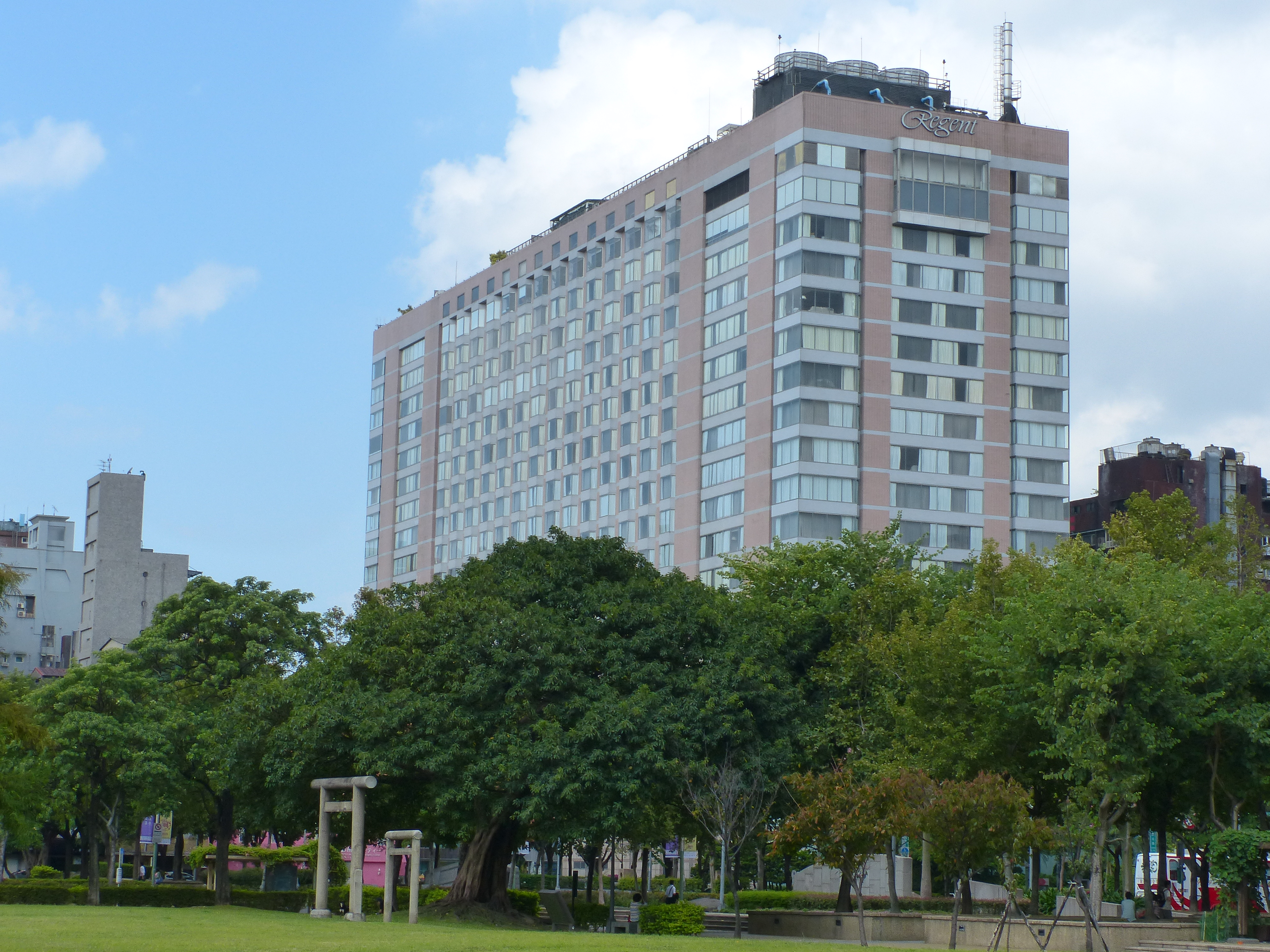
明石元二郎鳥居及鎌田正威鳥居
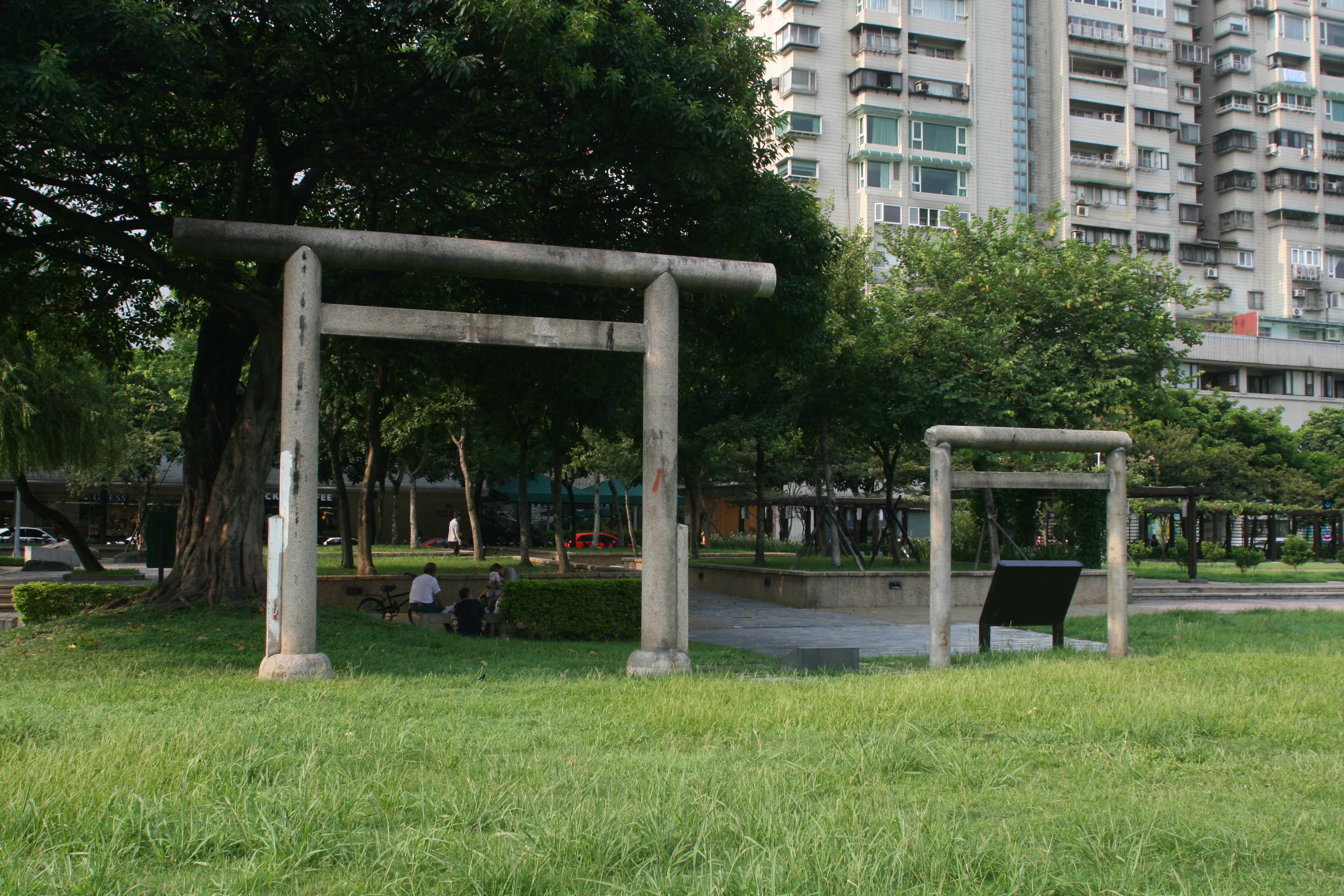
明石元二郎鳥居及鎌田正威鳥居
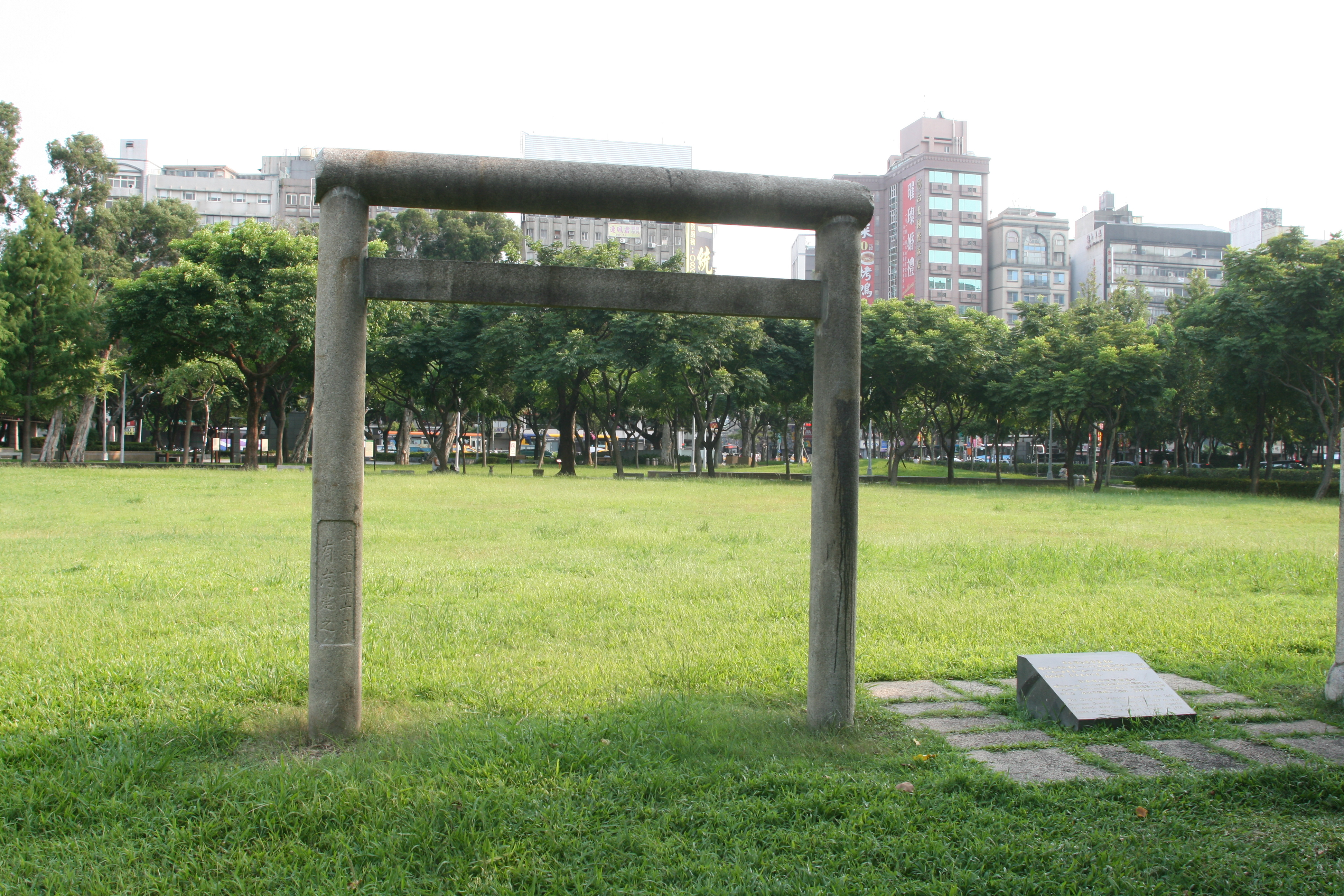
鎌田正威鳥居
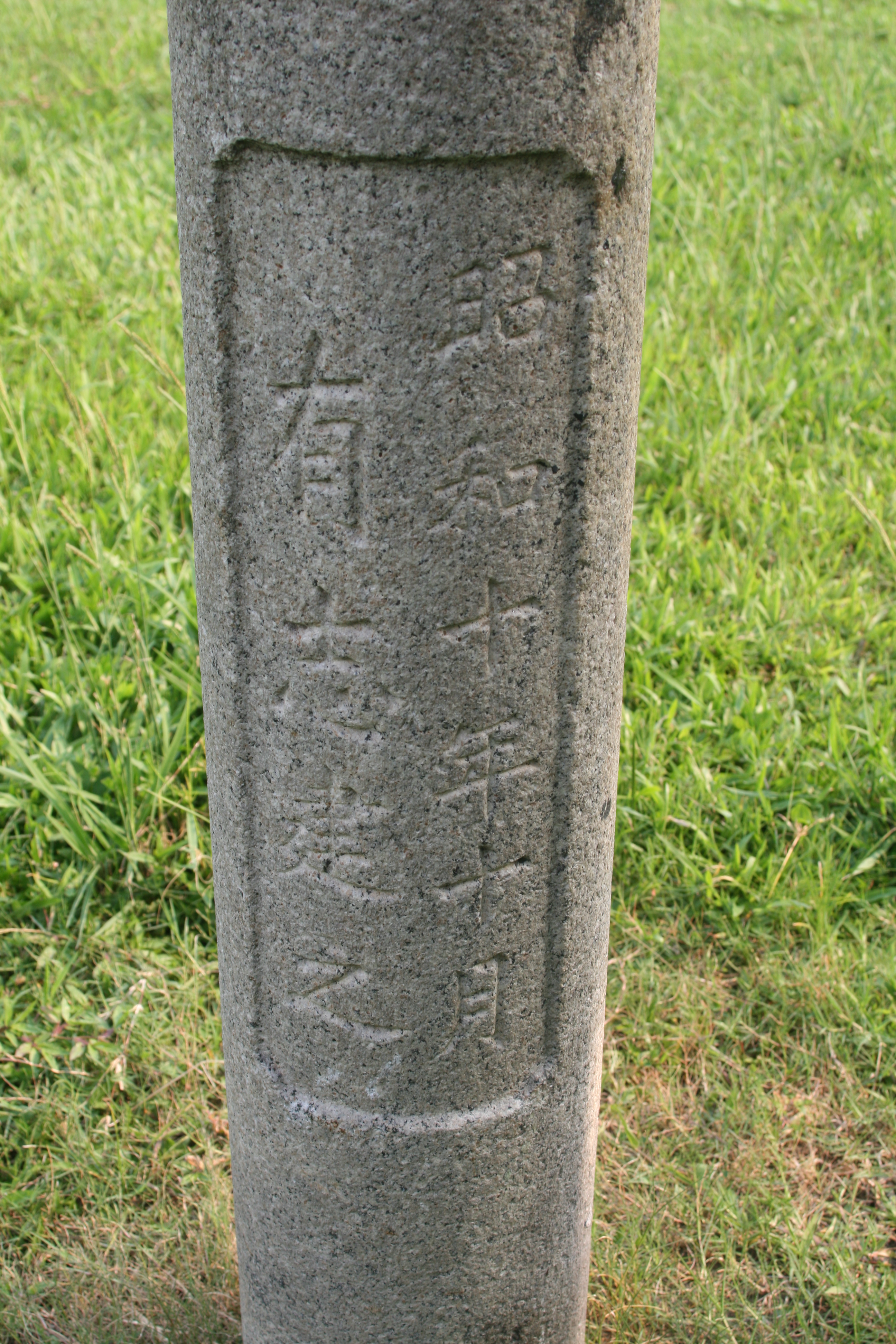
明石元二郎鳥居及鎌田正威鳥居
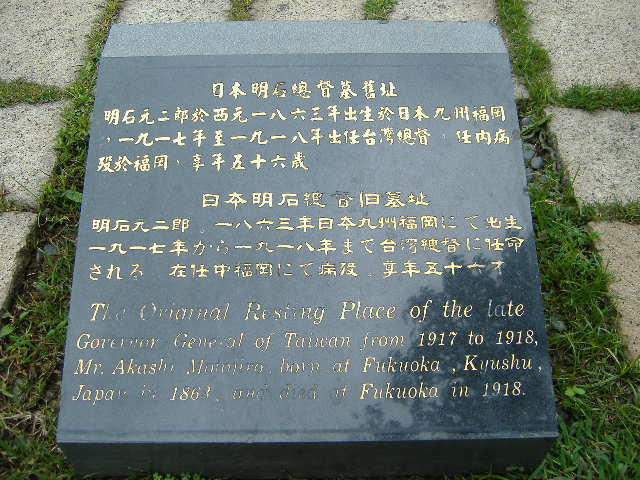
明石元二郎墓舊址